# Zitvolleybal

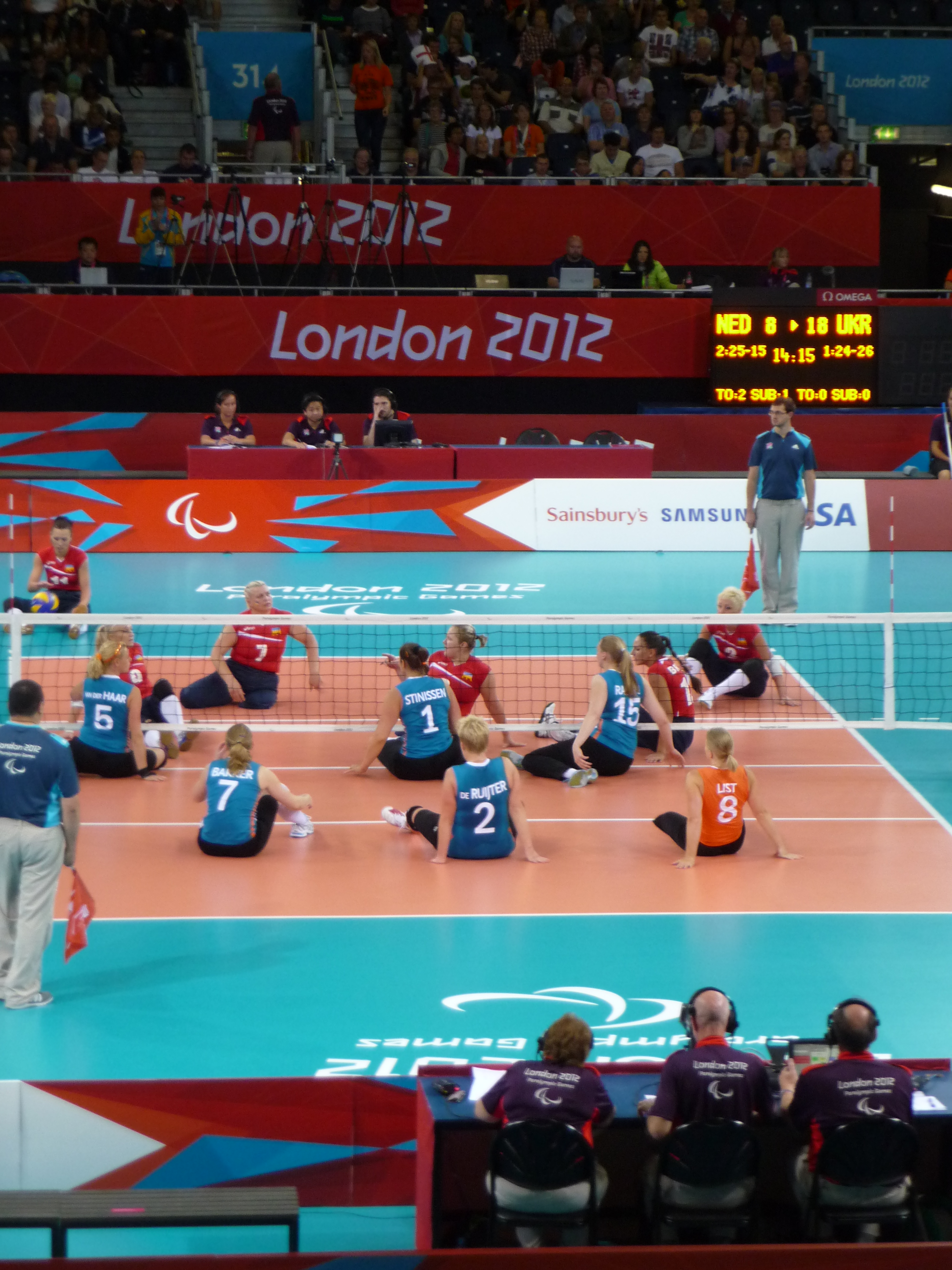
Zitvolleybal

Zitvolleybal is een variant van de zaalsport volleybal.
Het wordt gespeeld op een speelveld van 6 bij 10 meter (kleiner dan het speelveld van zaalvolleybal dat 9 bij 18 meter meet), in tweeën gedeeld door een net. Dit net heeft een hoogte van 115 centimeter voor de heren en 105 centimeter bij de dames. De twee teams bestaan ieder uit zes spelers.
De spelregels zijn grotendeels gelijk aan zaalvolleybal met een heel belangrijke toevoeging: een speler moet tijdens het spelen van de bal contact hebben met de vloer met het zitvlak of enig deel van de romp. Hierdoor is dit spel bij uitstek geschikt voor mensen met een beperking aan een of beide benen.
Zitvolleybal mag in Nederland door iedereen gespeeld worden. Zitvolleybal is nationaal ondergebracht bij de NeVoBo en internationaal aangesloten bij de WOVD (World Organisation Volleyball for Disabled). Sinds 1980 is zitvolleybal een officiële sport op de Paralympics.

## Geschiedenis
De eerste tekens over volleybal voor gehandicapten beginnen in 1953 in Nederland. Het ontstaan van de gehandicaptensport werd geïnitieerd door het Militair Revalidatie Centrum Aardenburg. Een van de sportactiviteiten was rolstoelvolleybal. De spelers waren zogenaamde "dwarslaesies" en oorlogsslachtoffers. Een team bestond uit 4 spelers en een set duurde maximaal 15 minuten. Rolstoelvolleybal was de tegenhanger van het populaire rolstoelbasketbal. In Nederland (en andere Europese landen) werden verschillende balsporten zittend gespeeld. De bekendste waren Sitzball en Faustball, die vooral in Oost- en West-Duitsland, Oostenrijk, Scandinavië en Luxemburg werden gespeeld. In Nederland vond men al snel dat dit saaie en statische spellen waren. In 1955 ontwikkelden 2 Beverwijkers, de heren Tammo van der Scheer en Anton Albers (overleden op 28 januari 2015 op 89-jarige leeftijd), het zitvolleybal. Zij waren destijds lid van het sportcomité van Militair Revalidatie Centrum Aardenburg. De spelregels van het reguliere zaalvolleybal werden aangepast om het zittend te spelen op een kleiner veld. De competities die werden opgezet waren niet langer alleen open voor oorlogsslachtoffers, maar ook voor burgers met een handicap. Het speelveld was 10 × 6 meter en de hoogte van het net was 1.10 m. Het zitvlak moet contact hebben met de vloer op het moment dat de bal wordt gespeeld en het is verboden om met de vuist te smashen. Dat zij een goed doordacht spel ontwierpen blijkt wel uit het feit, dat tot op heden 2006 alleen de hoogte van het net is veranderd met 5 cm. In 1956 werd de gehandicaptensportvereniging de Kennemer Invaliden Sportclub (KIS) opgericht, door de beide heren. Een sportonderdeel was daarbij het zitvolleybal. Een demonstratie werd gegeven in het Olympisch Stadion te Amsterdam. In Nederland sloeg deze sport goed aan en veel nieuwe verenigingen werden opgericht en namen deel aan de landelijke competities. In de andere landen van Europa bleef men trouw aan het Sitzbal en Faustbal, wat bij internationale uitwisselingen altijd strubbelingen gaf wat er gespeeld moest worden. In 1979 nam de Haarlemmer Pieter Joon het initiatief tot het organiseren van een Pre-Olympisch zitvolleybal toernooi in Haarlem.
De bedoeling hiervan was om de landen die zouden deelnemen aan de Paralympics 1980 in Arnhem bekend te maken met de Spelregels van het Zitvolleybal, zodat problemen tijdens de Spelen konden worden voorkomen.
Tijdens de Spelen in Arnhem nam hij wederom het initiatief om een internationale organisatie op te richten en nodigde alle Europese landen uit om te stoppen met het spelen van Sitz/Faustbal en alleen te kiezen voor het Zitvolleybal. Zijn inzet in de jaren hierna, als President van de World Organisation Volleyball for Disabled (WOVD), heeft opgeleverd dat thans in 2006 ruim 60 landen over de hele wereld Zitvolleybal spelen.